# 防府市立牟礼中学校
防府市立牟礼中学校（ほうふしりつむれちゅうがっこう）は山口県防府市敷山町にある公立中学校。
防府市牟礼地区の宅地化による人口増加に伴い、防府市立国府中学校から校区の一部（牟礼地区）を分離する形で1985年に新設された。
場所は、防府市中心部より北東側の住宅地と田園に囲まれた郊外に位置し、「至誠、自立、奉仕」を校訓とする。

## 沿革
- 1985年 - 防府市立牟礼中学校として開校。（防府市立国府中学校より分離）

## 交通
- 防長交通バス「牟礼中前」バス停より徒歩1～2分

## 出身者
- 林晃平（元川崎フロンターレ）
- 山崎まさよし（シンガーソングライター）